# Соколов, Павел Дмитриевич
Павел Дмитриевич Соколов — советский хозяйственный, государственный и политический деятель.

## Биография
Родился в 1908 году. Член КПСС с 1940 года.
В 1921-1933 - ученик сапожника, сортировщик, заведующий заготпунктом Гжатского райкоопсоюза.
В 1933-1950 - административный и хозяйственный работник в городе Москве.
В 1950-1952 - заместитель председателя Краснопресненского райисполкома города Москвы.
В 1952—1953 — второй секретарь Краснопресненского райкома КПСС города Москвы.
В 1953—1954 — первый секретарь Краснопресненского райкома КПСС города Москвы.
В 1955-1958 — первый секретарь Дмитровского горкома КПСС.
В 1958-1960 - заведующий отделом транспорта и связи Московского обкома КПСС.
В 1960-1962 - заведующий отделом торгово-финансовых и плановых органов Московского обкома КПСС.
В 1963-1965 - секретарь Московского промышленного обкома КПСС - председатель КНК Московского промышленного облисполкома.
В 1965—1979 — председатель Московского областного комитета народного контроля.
Делегат XXIII, XXIV и XXV съездов КПСС.
Жил в Москве.

## Награды
- Орден Октябрьской Революции (03.09.1971)
- Орден Трудового Красного Знамени (дважды, в т.ч. 30.01.1957)
- Орден Знак Почёта (14.02.1978)